# An Ordinary Miracle (film uit 1978)
An Ordinary Miracle (Russisch: Обыкновенное чудо) is een romantische fantasyfilm uit 1978, geregisseerd door Mark Zakharov en gebaseerd op een toneelstuk van Evgeny Schwartz. Dit is de tweede verfilming van het toneelstuk; de eerste verfilming uit 1964 was van de hand van Erast Garin.

## Rolverdeling
- Oleg Yankovsky als de tovenaar
- Aleksandr Abdulov als de beer
- Yevgeniya Simonova als de prinses
- Yevgeny Leonov als de koning
- Irina Kupchenko als de vrouw van de tovenaar
- Yekaterina Vasilyeva als Emilia
- Yury Solomin als Emil de herbergier
- Yervand Arzumanian als de eerste minister
- Vsevolod Larionov als de jager
- Andrei Leonov als de pupil van de jager
- Vladimir Dolinsky als de beul